# Clinanthus croceus
Clinanthus croceus är en amaryllisväxtart som först beskrevs av Jules-César Savigny, och fick sitt nu gällande namn av Alan W. Meerow. Clinanthus croceus ingår i släktet Clinanthus, och familjen amaryllisväxter.
Artens utbredningsområde är Peru. Inga underarter finns listade i Catalogue of Life.